# Serie B 1933/1934
Soutěžní ročník Serie B 1933/1934 byl 5. ročník druhé nejvyšší italské fotbalové ligy. Konal se od 10. září 1933 do 24. června 1934. Soutěž vyhrál a jako jediný postoupil do nejvyšší ligy Sampierdarenese.
Nejlepším střelcem se stal italský hráč Remo Galli (Modena), který vstřelil 26 branek.

## Události
Oproti minulé sezony se místo 18 rozšířilo na 26 týmů, rozdělené do dvou skupin po 13 týmech. Stalo se tak kvůli reorganizaci soutěží. Z minulé sezony nikdo nesestoupil a navíc z První divize (3. ligy) postoupilo 9 týmů: Perugia, Foggia, VP Viareggio, Catanzarese, SPAL, Vicenza, Seregno, Pavia a Derthona. Z nejvyšší ligy byly přiřazeny kluby Pro Patria s Bari.
Do finálové skupiny postoupily kluby, které se umístily na prvních třech místech své skupiny. Vítězem se stal klub z Janova Sampierdarenese, které v dodatečném utkání porazilo 1:0 Bari. Sestup se opět nekonal, protože se rozhodlo že se 2. liga rozroste o 6 klubů na celkem 32 klubů. 

## Skupina A

### Účastníci
| Klub            | Město         | Stadion                      | Trenér                                                               | Minulá sezona                             |
| --------------- | ------------- | ---------------------------- | -------------------------------------------------------------------- | ----------------------------------------- |
| Cagliari        | Cagliari      | Stadio Comunale Via Pola     | András Kuttik (1.–?. kolo) Scotti - Boero (?.–?. kolo) Enrico Crotti | 14. místo v Serii B                       |
| Catanzarese     | Catanzaro     | Stadio Militare              | Heinrich Schönfeld (1.–11. kolo) György Kőszegi                      | 2. místo ve finálové skupině A ve 3. lize |
| Derthona        | Tortona       | Campo Fornaci                | Ottavio Piccinini                                                    | 3. místo ve finálové skupině C ve 3. lize |
| Legnano         | Legnano       | Stadio di via Carlo Pisacane | Vinicio Colombo                                                      | 13. místo v Serii B                       |
| Messina         | Messina       | Stadio Gazzi                 | György Orth                                                          | 10. místo v Serii B                       |
| Novara          | Novara        | Stadio del Littorio          | Mario Meneghetti (1.–?. kolo) Ettore Reynaudi                        | 5. místo v Serii B                        |
| Pavia           | Pavia         | Stadio Comunale              | Mihály Balacics                                                      | 3. místo ve finálové skupině B ve 3. lize |
| Pro Patria      | Busto Arsizio | Stadium                      | Silvio Pietroboni                                                    | 18. místo v Serii A (sestup)              |
| Sampierdarenese | Janov         | Stadio del Littorio          | Hermann Felsner                                                      | 8. místo v Serii B                        |
| Seregno         | Seregno       | Campo via Cesare Correnti    | Silvio Stritzel                                                      | 1. místo ve finálové skupině A ve 3. lize |
| Spezia          | La Spezia     | Stadio Alberto Picco         | Wilmas Wilhelm                                                       | 4. místo v Serii B                        |
| VP Viareggio    | Viareggio     | Polisportivo                 | József Ging                                                          | 1. místo ve finálové skupině C ve 3. lize |
| Vigevanesi      | Vigevano      | Campo Bepi Crespi            | Rudolf Soutschek                                                     | 9. místo v Serii B                        |

### Tabulka
| Poř. | Tým             | Z  | V  | R  | P  | VG | OG | B  |
| ---- | --------------- | -- | -- | -- | -- | -- | -- | -- |
| 1.   | Sampierdarenese | 24 | 16 | 4  | 4  | 42 | 16 | 36 |
| 2.   | Vigevanesi      | 24 | 12 | 9  | 3  | 45 | 22 | 33 |
| 3.   | Pro Patria      | 24 | 13 | 4  | 7  | 49 | 25 | 30 |
| 4.   | Novara          | 24 | 13 | 2  | 9  | 53 | 30 | 28 |
| 5.   | Messina         | 24 | 11 | 5  | 8  | 38 | 28 | 27 |
| 6.   | VP Viareggio    | 24 | 11 | 4  | 9  | 30 | 32 | 26 |
| 7.   | Catanzarese     | 24 | 8  | 9  | 7  | 39 | 31 | 25 |
| 8.   | Spezia          | 24 | 7  | 11 | 6  | 24 | 26 | 25 |
| 9.   | Seregno         | 24 | 8  | 8  | 8  | 33 | 31 | 24 |
| 10.  | Pavia           | 24 | 6  | 6  | 12 | 21 | 44 | 18 |
| 11.  | Legnano         | 24 | 5  | 6  | 13 | 20 | 38 | 16 |
| 12.  | Cagliari        | 24 | 6  | 3  | 15 | 22 | 61 | 14 |
| 13.  | Derthona        | 24 | 2  | 5  | 17 | 17 | 49 | 9  |

Poznámky
- Z = Odehrané zápasy; V = Vítězství; R = Remízy; P = Prohry; VG = Vstřelené góly; OG = Obdržené góly; B = Body
- za výhru 2 body, za remízu 1 bod, za prohru 0 bodů.
- při rovnosti bodů rozhodoval rozdíl mezi vstřelených a obdržených branek.
- kluby Cagliari a Derthona díky administrativě zůstaly v soutěži.

|  | Postup do finálové skupiny |
|  | Sestup do První divize     |

## Skupina B

### Účastníci
| Klub        | Město   | Stadion                        | Trenér                                  | Minulá sezona                             |
| ----------- | ------- | ------------------------------ | --------------------------------------- | ----------------------------------------- |
| Atalanta    | Bergamo | Stadio Mario Brumana           | Angelo Mattea                           | 16. místo v Serii B                       |
| Bari        | Bari    | Campo degli Sports             | Tony Cargnelli                          | 17. místo v Serii A (sestup)              |
| Comense     | Como    | Stadio Giuseppe Sinigaglia     | Adolfo Baloncieri                       | 7. místo v Serii B                        |
| Cremonese   | Cremona | Stadio Giovanni Zini           | József Bánás                            | 12. místo v Serii B                       |
| Foggia      | Foggia  | Campo Sportivo del Littorio    | Engelbert König                         | 1. místo ve finálové skupině B ve 3. lize |
| Grion Pola  | Pula    | Stadio del Littorio di Pola    | Elemér Kovács                           | 15. místo v Serii B                       |
| Modena      | Modena  | Stadio di viale Fontanelli     | Richard Klug (1.–18. kolo) Wilhelm Rady | 3. místo v Serii B                        |
| Perugia     | Perugia | Campo di Piazza d'armi         | Cesare Migliorini                       | 1. místo ve finálové skupině A ve 3. lize |
| Pistoiese   | Pistoia | Stadio Monteoliveto            | Pál Szalay                              | 17. místo v Serii B                       |
| Serenissima | Benátky | Stadio Pier Luigi Penzo        | Bortolo Simonato                        | 11. místo v Serii B                       |
| SPAL        | Ferrara | Campo Littorio                 | Walter Alt                              | 2. místo ve finálové skupině B ve 3. lize |
| Verona      | Verona  | Stadio Marcantonio Bentegodi   | Janos Bekey                             | 6. místo v Serii B                        |
| Vicenza     | Vicenza | Campo Sportivo di viale Verona | Otto Krappan                            | 2. místo ve finálové skupině C ve 3. lize |

### Tabulka
| Poř. | Tým         | Z  | V  | R | P  | VG | OG | B  |
| ---- | ----------- | -- | -- | - | -- | -- | -- | -- |
| 1.   | Perugia     | 24 | 14 | 5 | 5  | 46 | 32 | 33 |
| 2.   | Modena      | 24 | 13 | 6 | 5  | 44 | 19 | 32 |
| 3.   | Bari        | 24 | 12 | 6 | 6  | 41 | 25 | 30 |
| 4.   | Comense     | 24 | 12 | 4 | 8  | 38 | 29 | 28 |
| 5.   | Atalanta    | 24 | 9  | 8 | 7  | 31 | 24 | 26 |
| 6.   | Grion Pola  | 24 | 10 | 5 | 9  | 41 | 34 | 25 |
| 7.   | Foggia      | 24 | 9  | 6 | 9  | 39 | 40 | 24 |
| 8.   | Cremonese   | 24 | 7  | 6 | 11 | 26 | 32 | 20 |
| 9.   | SPAL        | 24 | 6  | 8 | 10 | 34 | 43 | 20 |
| 10.  | Pistoiese   | 24 | 6  | 8 | 10 | 33 | 44 | 20 |
| 11.  | Verona      | 24 | 6  | 6 | 12 | 25 | 47 | 18 |
| 12.  | Vicenza     | 24 | 7  | 4 | 13 | 31 | 42 | 18 |
| 13.  | Serenissima | 24 | 6  | 6 | 12 | 28 | 46 | 18 |

Poznámky
- Z = Odehrané zápasy; V = Vítězství; R = Remízy; P = Prohry; VG = Vstřelené góly; OG = Obdržené góly; B = Body
- za výhru 2 body, za remízu 1 bod, za prohru 0 bodů.
- při rovnosti bodů rozhodoval rozdíl mezi vstřelených a obdržených branek.
- kluby Vicenza a Serenissima díky administrativě zůstaly v soutěži.

|  | Postup do finálové skupiny |
|  | Sestup do První divize     |

## Finálová skupina

### Tabulka
| Poř. | Tým             | Z  | V | R | P | VG | OG | B  |
| ---- | --------------- | -- | - | - | - | -- | -- | -- |
| 1.   | Sampierdarenese | 10 | 5 | 4 | 1 | 14 | 9  | 14 |
| 2.   | Bari            | 10 | 6 | 2 | 2 | 17 | 9  | 14 |
| 3.   | Modena          | 10 | 4 | 3 | 3 | 13 | 7  | 11 |
| 4.   | Pro Patria      | 10 | 2 | 5 | 3 | 8  | 10 | 9  |
| 5.   | Vigevanesi      | 10 | 3 | 2 | 5 | 8  | 10 | 8  |
| 6.   | Perugia         | 10 | 1 | 2 | 7 | 5  | 10 | 4  |

Poznámky
- Z = Odehrané zápasy; V = Vítězství; R = Remízy; P = Prohry; VG = Vstřelené góly; OG = Obdržené góly; B = Body
- za výhru 2 body, za remízu 1 bod, za prohru 0 bodů.
- kluby Sampierdarenese a Bari hrály play off o postup. Sampierdarenese zvítězilo 1:0.

|  | Postup do Serie A |